# Simon Syrenius
Simon Syrenius (Pools: Szymon Syreński) (Auschwitz, 1540 – Krakau, 29 maart 1611) was een Poolse pre-Linnaeus botanicus en academicus aan de Jagiellonische Universiteit. Syrenius heeft zijn onderzoek naar kruidengeneeskunde in Duitsland, Zwitserland, Hongarije, Italië en verschillende delen van Polen gedaan en verzamelde zijn opgebouwde kennis in het herbarium "Zielnik", dat door prinses Anna Wasa is gefinancierd en in 1613 is gepubliceerd. In zijn werk, dat in totaal vijf volumes en 1540 pagina's beslaat, beschrijft Syrenius 765 plant- en kruidensoorten en benoemd hij diverse recepten op plant- en kruidenbasis. ZIjn herbatorium was niet alleen bedoeld voor artsen en apothekers, maar ook boeren, boswachters, tuiniers en hippiaters konden er gebruik van maken.

## Publicaties

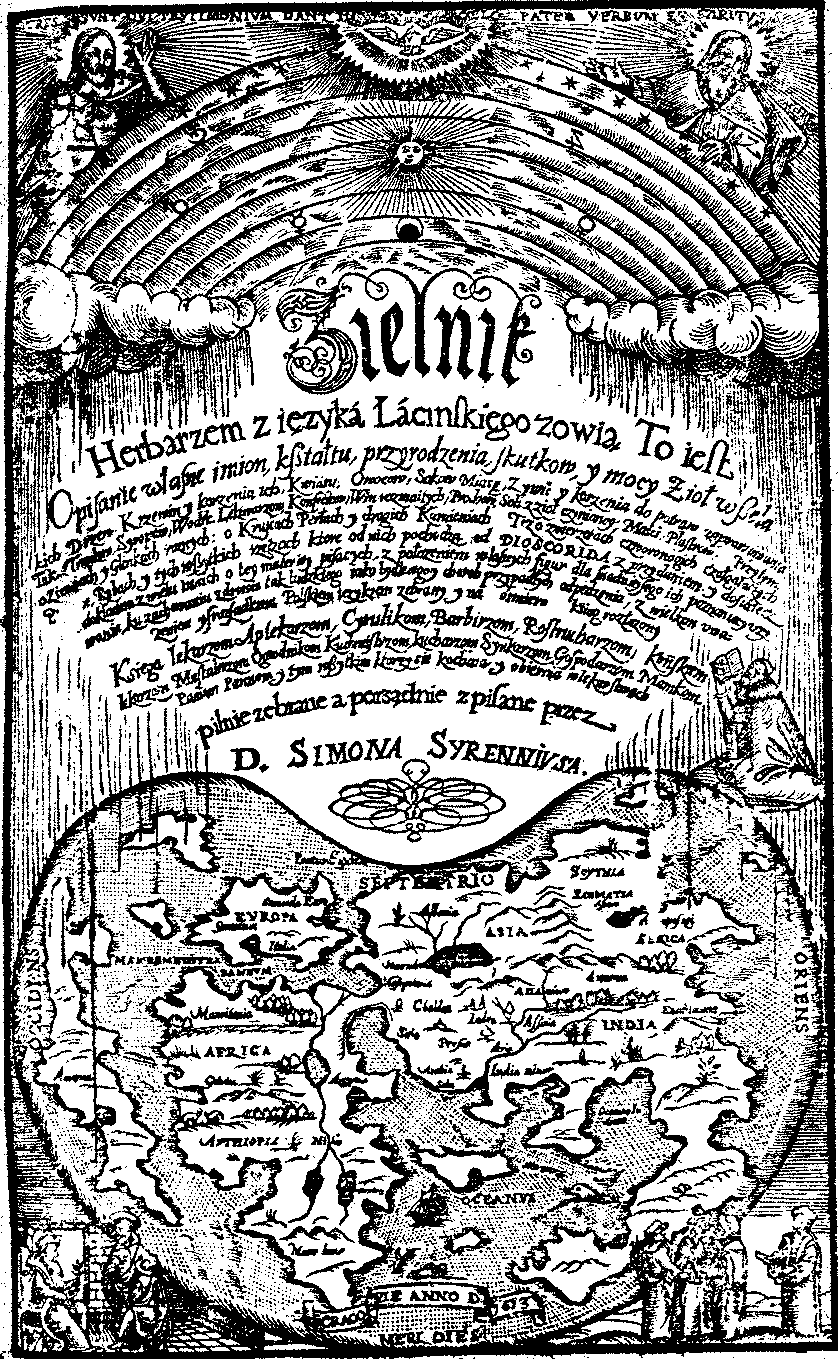
Titelpagina van Zielnik

- Zielnik (1613)

- International Standard Name Identifier: 0000 0001 1335 0534
- Nationale Bibliotheek van Polen: a0000001739559
- Virtual International Authority File: 165522077